# Trifluorek bizmutu
Trifluorek bizmutu, BiF
3 – nieorganiczny związek chemiczny z grupy fluorków, sól bizmutowa kwasu fluorowodorowego. Można go otrzymać przez ogrzewanie tritlenku dibizmutu z kwasem fluorowodorowym:
Bi
2O
3 + 6HF → 2BiF
3 + 3H
2O
Jest nierozpuszczalny w wodzie i ma charakter soli. W stężonym HF tworzy kwasy kompleksowe, np. H
3[BiF
6]. Fluorowanie BiF
3 prowadzi do powstania BiF
5:
BiF
3 + F
2 → BiF
5
Z fluorkami litowców tworzy tetrafluorobizmutany typu M[BiF
4].

## Zastosowanie
Trifluorek bizmutu zwrócił uwagę badaczy, gdyż może zostać wykorzystany jako możliwy materiał do baterii litowych oraz jako materiał macierzysty luminescencji dla luminoforów z domieszką lantanu.